# Fort de Mons (stacja metra)
Fort de Mons – stacja metra w Lille, położona na linii 2. Znajduje się w miejscowości Mons-en-Barœul, w dzielnicy Nouveau Mons. Obsługuje zarówno Mons, jak i Villeneuve-d’Ascq.
Została oficjalnie otwarta 18 marca 1995.